# 東雲飛行場
東雲飛行場（しののめひこうじょう）は、現在の東京都江東区有明にかつて存在した飛行場。正式名称は東航飛行場（とうこうひこうじょう）
。

## 概要
1953年（昭和28年）4月28日、江東区深川東雲の10号埋立地に新設された東航飛行場にて飛行場開きが行われた。
飛行場の設立者及び監理者は東京航空。滑走路は方位17/35、非舗装・430m。東雲にあったところから東雲飛行場と呼ばれた。
開設翌年に遊覧飛行のため訪れた東京だより記者によると、雑草地帯に掘立小屋のような事務所が立ち、5,6機のセスナ機が待機していたという。
1977年（昭和52年）東京航空が東航飛行場を東京都に明け渡す。東京航空は1980年4月に完成した茨城県の阿見飛行場に移転した。